# Тонашен
Тонашен (вірм. Տոնաշեն, азерб. Təpəkənd — Тепекенд) — село у Мартакертському районі Нагірно-Карабаської Республіки. Село розташоване на лівому березі річки Трту, між селами Магавуз і Мадахіс та підпорядковується до сільської ради останнього.

## Пам'ятки
В селі розташована середновічна церква, хачкар 13 ст., селище «Мец ттот» — середньовіччя, джерело 13 ст., церква «Котрац єхці» 13 ст., монастир Єріц Манканц 1691 р., цвинтар 12-13 ст. та фортеця Джраберд 7-18 ст.